# Tysværs kommun
Tysværs kommun (norska: Tysvær kommune) är en kommun i landskapet Haugalandet i Rogaland fylke i sydvästra Norge. Kommunens centralort är tätorten Aksdal. 
I kommunen ligger berget Valhest.

## Administrativ historik
Tysværs kommun upprättades 1849 genom utbrytning ur Skjolds kommun. Kommunen omfattade då ett område i den sydvästra delen av nuvarande Tysværs kommun och hade 2 058 invånare vid upprättandet.
Den 1 januari 1965 gick Nedstrands kommun samt delar av kommunerna Avaldsnes (Gismarviks, Førre och Stegabergs kretsar), Skjold (Grinde, Duelands och Yrkje kretsar), Vats (gårdarna Breidal och Stølsvik) och Vikedal (gårdarna Hapnes och Dokskar) upp i Tysværs kommun. Kommunen ökade då från 1 862 invånare före sammanslagningen till 5 207 invånare efter.
Den 1 januari 1969 överfördes ett bebott område (gården Sponevik med 6 invånare) från Vindafjords kommun till Tysværs kommun.

## Tätorter
I Tysværs kommun finns nio tätorter:
- Aksdal (centralort)
- Førre (Førdesfjorden)
- Grinde
- Høie
- Nedstrand
- Padlene
- Skre (del av)
- Slåttevik
- Østenstad

## Socknar
Inom Norska kyrkan är Tysværs kommun indelad i tre socknar:
- Førresfjordens socken
- Nedstrands socken
- Tysværs socken

Socknarna ingår i Haugalands prosteri i Stavangers stift.

## Bilder

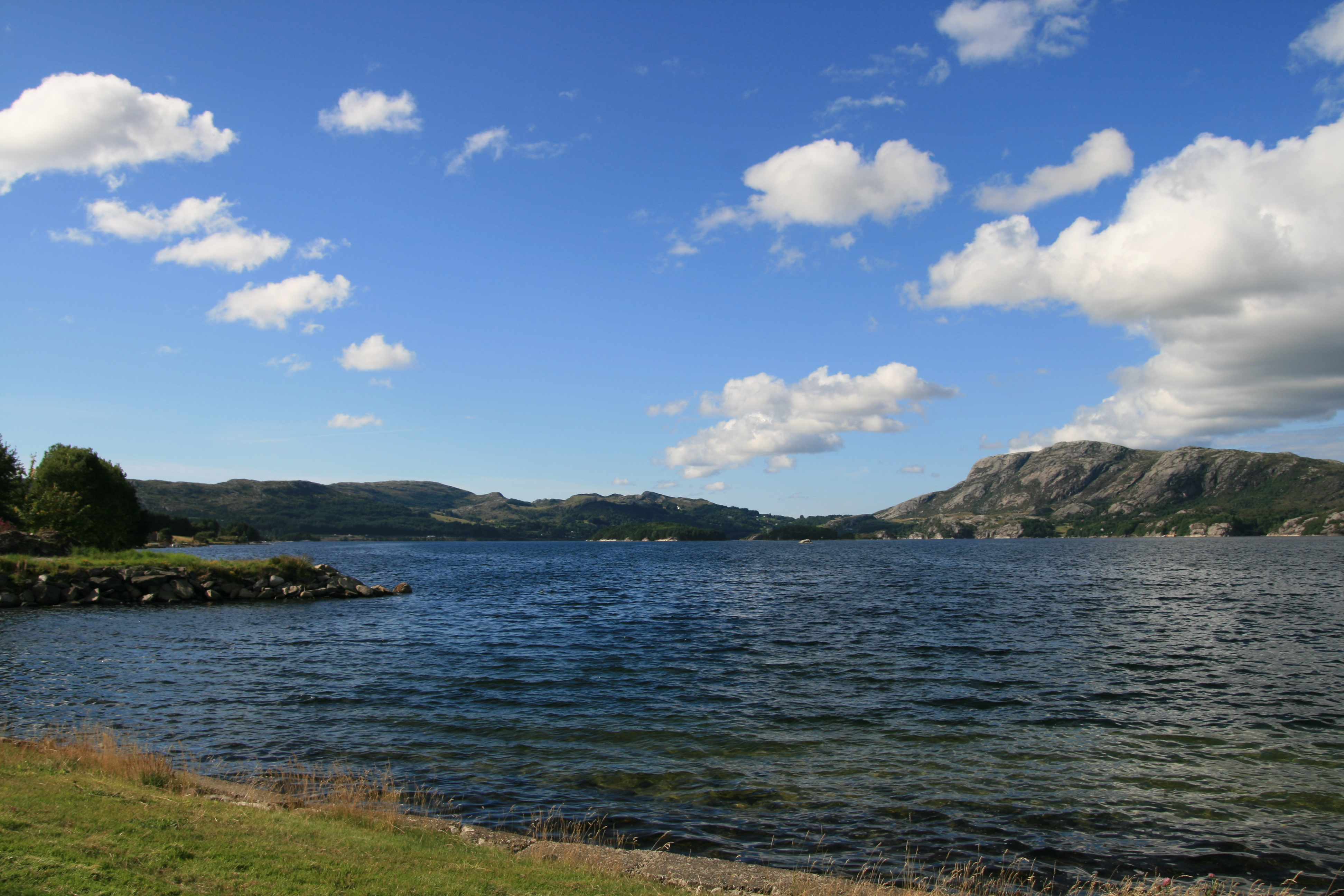
Aksdalsvatnet.
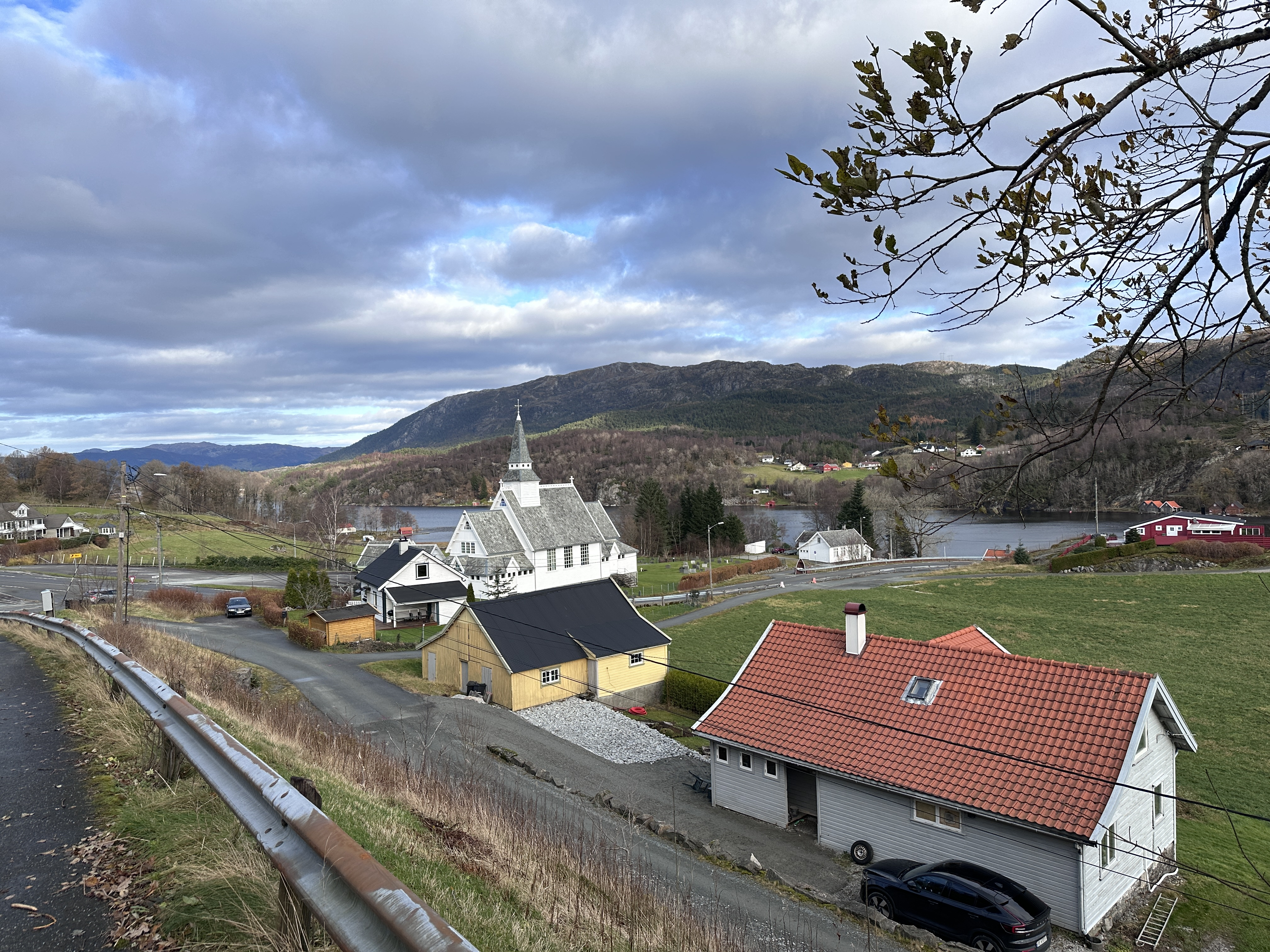
Skjoldastraumen.